# Гетьманчук Микола Петрович
Микола Петрович Гетьманчук (13 травня 1948, село Горинка, тепер Кременецької міської громади Кременецького району Тернопільської області) — український вчений, політолог, секретар та 2-й секретар Львівського міського комітету КПУ. Доктор історичних наук (2004), професор (2005), академік Академії наук вищої освіти України.

## Життєпис
У 1976 році закінчив історичний факультет Львівського державного університету імені Івана Франка.
Член КПРС до 1991 року.
У 1976—2007 роках — викладач, доцент, професор Львівського державного політехнічного інституту (Національного університету «Львівська політехніка»). До 1990 року одночасно був заступником секретаря партійного комітету Львівського державного політехнічного інституту.
У січні (?) 1990 — 17 листопада 1990 року — секретар Львівського міського комітету КПУ. 17 листопада 1990 — 1991 року — 2-й секретар Львівського міського комітету КПУ.
У 2001—2007 роках — завідувач кафедри політології та міжнародних відносин Національного університету «Львівська політехніка».
11 березня 2004 року захистив в Інститут українознавства імені Івана Крип’якевича НАН України докторську дисертацію за спеціальністю 07.00.02 — всесвітня історія на тему «Українське питання в радянсько–польських відносинах 1920–1939 рр.».
З 2007 року — завідувач кафедри філософії і політології Львівського державного університету внутрішніх справ.
Фахівець в галузі теорії та історії політичної науки, геополітики, міжнародних відносин, всесвітньої історії. Досліджує «українське питання» в міжнародних відносинах міжвоєнного періоду 1918–1939 років, зовнішню політику України, політичні проблеми міжнародних систем та глобального розвитку.

### Вибрані публікації
- Ризький мир: українсько–польські відносини періоду підготовки, укладення і ратифікації Ризького договору 1921 року. Львів: Світ, 1998. 146 с.;
- Українське питання в радянсько–польських відносинах 1920–1939 рр. Львів: Світ, 1998. 428 с.;
- Політологія: підручник для курсантів вищих військових навчальних закладів Збройних Сил України. Вінниця: Нова Книга, 2002. 446 с.;
- Геополітика України (Військовий аспект): навчальний посібник. Львів: Військовий інститут, 2004. 500 с.;
- Україна і позаєвропейський світ: навчальний посібник. Львів: ЛВІ, 2004. 282 с.;
- Міжнародний імідж України: навчальний посібник. Львів: ЛІСВ, 2007. 166 с.;
- Українська Греко–Католицька Церква і держава: теорія та практика взаємодії: Монографія. Львів: Видавництво НУ «Львівська політехніка», 2007. 264 с.;
- Угорська національна меншина в Україні: правові засади політичної суб’єктності: Монографія. Львів: ЛьвДУВС, 2008. 408 с.;
- Між Москвою та Варшавою: українське питання в радянсько–польських відносинах міжвоєнного періоду (1918 – 1939 рр.). Львів: Видавництво НУ «Львівська політехніка», 2008. 432 с.;
- Політологія: навчальний посібник. Київ: Знання, 2011. 415 с.;
- Конфліктологія: навчальний посібник. Львів: ЛьвДУВС, 2016. 344 с.;
- Конфліктологія. Словник: поняття, категорії, терміни. Львів: ЛьвДУВС, 2016. 275 с.;
- Політологія: навчально – методичний посібник (у схемах і таблицях). Львів: ПП «Арал», 2018. 540 с.